# Cannessières
Cannessières (picardisch: Tchènessière) ist eine nordfranzösische Gemeinde mit 61 Einwohnern (Stand 1. Januar 2022) im Département Somme in der Region Hauts-de-France. Die Gemeinde liegt im Arrondissement Amiens (seit 2009) und ist Teil der Communauté de communes Somme Sud-Ouest und des Kantons Poix-de-Picardie.

## Geographie
Die Gemeinde auf einem Geländerücken liegt unmittelbar südlich an das rund zwei Kilometer nördlich gelegene Oisemont angrenzend auf der Hochfläche des Vimeu. Das Gemeindegebiet wird von mehreren Trockentälern durchzogen.

## Geschichte
Im Hundertjährigen Krieg wurde der Ort niedergebrannt. Im Mittelalter unterstand der Ort den Herren von Rambures.

## Einwohner
| 1962 | 1968 | 1975 | 1982 | 1990 | 1999 | 2006 | 2011 |
| ---- | ---- | ---- | ---- | ---- | ---- | ---- | ---- |
| 104  | 116  | 103  | 111  | 95   | 85   | 80   | 85   |

## Sehenswürdigkeiten
- Kirche Saint-Jean-Baptiste[1]
- Kapelle Notre-Dame-de-Bon-Secours